# Homi K. Bhabha
Homi Kharshedji Bhabha ( /ˈbɑːbɑː/ ; nascido em 1 de novembro de 1949) é um estudioso e teórico crítico indiano-britânico . Ele é o professor Anne F. Rothenberg de Humanidades na Universidade de Harvard. Bhabha é uma das figuras mais importantes nos estudos pós-coloniais contemporâneos e desenvolveu vários neologismos e conceitos-chave do campo, como hibridismo, mimetismo, diferença e ambivalência. Tais termos descrevem as maneiras pelas quais os colonizados resistiram ao poder do colonizador, de acordo com a teoria de Bhabha. Em 2012, recebeu o prêmio Padma Bhushan na área de literatura e educação do governo indiano. Ele é casado com a advogada e professora de Harvard Jacqueline Bhabha, e eles têm três filhos.

## Infância e educação
Nascido em Bombaim, Índia, em uma família Parsi, Bhabha graduou-se com um bacharelado no Elphinstone College na Universidade de Mumbai e um mestrado, M.Phil., e doutorado em Literatura Inglesa pela Christ Church, Universidade de Oxford .

## Carreira
Depois de lecionar no Departamento de Inglês da Universidade de Sussex por mais de dez anos, Bhabha recebeu uma bolsa sênior na Universidade de Princeton, onde também foi nomeado Professor Visitante do Old Dominion. Ele foi Steinberg Visiting Professor na Universidade da Pensilvânia, onde ministrou a Richard Wright Lecture Series. No Dartmouth College, Bhabha foi membro do corpo docente da School of Criticism and Theory. De 1997 a 2001 atuou como Chester D. Tripp Professor em Humanidades na Universidade de Chicago . Em 2001-2002, atuou como professor visitante distinto na University College, em Londres . Ele é o Professor Anne F. Rothenberg de Inglês e Literatura e Língua Americana na Universidade de Harvard desde 2001. Bhabha também atua no Editorial Collective of Public Culture, uma revista acadêmica publicada pela Duke University Press . Ele serviu no júri de Humanidades do Prêmio Infosys por três anos.

## Ideias

### Hibridismo
Uma de suas ideias centrais é a de "hibridização", que, retomando o trabalho de Edward Said, descreve o surgimento de novas formas culturais a partir do multiculturalismo. Em vez de ver o colonialismo como algo trancado no passado, Bhabha mostra como suas histórias e culturas constantemente se intrometem no presente, exigindo que transformemos nossa compreensão das relações interculturais. Seu trabalho transformou o estudo do colonialismo ao aplicar metodologias pós-estruturalistas aos textos coloniais.

### Ambivalência
A ideia de ambivalência vê a cultura como consistindo de percepções e dimensões opostas. Bhabha afirma que essa ambivalência – essa dualidade que apresenta uma cisão na identidade do outro colonizado – permite seres que são híbridos de sua própria identidade cultural e da identidade cultural do colonizador. A ambivalência contribui para a razão pela qual o poder colonial se caracteriza pelo seu atraso. Os significantes coloniais de autoridade só adquirem seus significados depois que o "cenário traumático da diferença colonial, cultural ou racial, devolve o olhar do poder a alguma imagem ou identidade arcaica anterior. Paradoxalmente, porém, tal imagem não pode ser 'original' - em virtude do ato de repetição que a constrói - nem idêntica - em virtude da diferença que a define." Assim, a presença colonial permanece ambivalente, dividida entre sua aparência como original e autoritária e sua articulação como repetição e diferença.

### Diferença cultural, enunciação e estereótipo
Bhabha apresenta a diferença cultural como uma alternativa à diversidade cultural. Na diversidade cultural, uma cultura é um “objeto de conhecimento empírico” e preexiste ao conhecedor, enquanto a diferença cultural vê a cultura como o ponto em que duas ou mais culturas se encontram e é também onde ocorrem a maioria dos problemas, construídos discursivamente e não pré-concebidos. dado, um "processo de enunciação da cultura como 'conhecível'" A enunciação é o ato de enunciado ou expressão de uma cultura que ocorre no Terceiro Espaço. Uma vez que a cultura nunca é pré-dada, ela deve ser proferida. É através da enunciação que a diferença cultural é descoberta e reconhecida. O processo enunciativo introduz uma divisão entre as tradições de um sistema de referência estável e a negação da certeza da cultura na articulação de novos significados, estratégias culturais, no presente político, como prática de dominação ou resistência.
Consequentemente, a diferença cultural é um processo de identificação, enquanto a diversidade cultural é comparativa e categorizada. Além disso, é essa possibilidade de diferença e articulação que poderia libertar o significante de pele/cultura das fixações da tipologia racial, porém, o estereótipo impede a circulação e articulação do significante de "raça" como outra coisa. Um aspecto importante do discurso colonial e pós-colonial é sua dependência do conceito de "fixidade" na construção da alteridade. Fixidade implica repetição, rigidez e uma ordem imutável, bem como desordem. O estereótipo depende dessa noção de fixidez. O estereótipo cria uma "identidade" que deriva tanto do domínio e do prazer quanto da ansiedade e da defesa do dominante, "pois é uma forma de crenças múltiplas e contraditórias em seu reconhecimento da diferença e negação dela".

### Mimetismo
Como o conceito de hibridismo de Bhabha, o mimetismo é uma metonímia de presença. Ele aparece quando membros de uma sociedade colonizada imitam e assumem a cultura dos colonizadores. Jacques Lacan afirma: "O efeito do mimetismo é camuflagem... não se trata de harmonizar com o fundo, mas contra um fundo manchado".
Dessa forma, o mimetismo confere ao sujeito colonial uma presença parcial, como se o 'colonial' dependesse para sua representação dentro do próprio discurso autoritário. Ironicamente, os colonizados desejam emergir como 'autênticos' por meio do mimetismo - por meio de um processo de escrita e repetição - por meio dessa representação parcial. Por outro lado, Bhabha não interpreta o mimetismo como uma identificação narcísica do colonizador em que o colonizado deixa de ser uma pessoa sem o colonizador presente em sua identidade. Ele vê o mimetismo como uma "visão dupla que, ao revelar a ambivalência do discurso colonial, também rompe sua autoridade. E é uma visão dupla que é resultado do que [ele] descreveu como a representação/reconhecimento parcial do objeto colonial... as figuras de uma duplicação, os objetos parciais de uma metonímia do desejo colonial que aliena a modalidade e normalidade daqueles discursos dominantes nos quais eles emergem como 'sujeitos coloniais impróprios'."

### Terceiro Espaço
O Terceiro Espaço atua como uma área ambígua que se desenvolve quando dois ou mais indivíduos/culturas interagem, algo similar a conceituação de terceiro espaço do urbanista Edward W. Soja. Ela "desafia nosso sentido da identidade histórica da cultura como uma força homogeneizadora, unificadora, autenticada pelo passado originário, mantida viva na tradição nacional do Povo". Essa área ambivalente do discurso, que serve de local para as condições discursivas de enunciação, "desloca a narrativa do Ocidente escrita em tempo homogêneo, serial" através da "temporalidade disruptiva da enunciação". Bhabha afirma que "enunciados e sistemas culturais são construídos nesse espaço de enunciação contraditório e ambivalente".

### Influências
O trabalho de Bhabha na teoria pós-colonial deve muito ao pós-estruturalismo . Notáveis entre as influências de Bhabha incluem Jacques Derrida e desconstrução ; Jacques Lacan e a psicanálise lacaniana; e a noção de discursividade de Michel Foucault . Além disso, em uma entrevista de 1995 com WJT Mitchell, Bhabha afirmou que Edward Said é o escritor que mais o influenciou.

## Recepção
Bhabha foi criticado por usar jargão indecifrável e prosa densa. Em 1998, a revista Philosophy and Literature concedeu a Bhabha o segundo prêmio em seu "Bad Writing Competition", que "celebra a má escrita das passagens mais estilisticamente lamentáveis encontradas em livros e artigos acadêmicos". Bhabha recebeu o prêmio por uma frase em The Location of Culture (Routledge, 1994):
Se, por um tempo, o ardil do desejo é calculável para os usos da disciplina, logo a repetição de culpa, justificação, teorias pseudocientíficas, superstição, autoridades espúrias e classificações podem ser vistas como o esforço desesperado de "normalizar" formalmente a perturbação de um discurso de cisão que viola as pretensões racionais e esclarecidas de sua modalidade enunciativa.
A professora emérita de inglês da Universidade de Stanford, Marjorie Perloff, disse que sua reação à nomeação de Bhabha para o corpo docente de Harvard foi de "desânimo", dizendo ao New York Times que "ele não tem nada a dizer". Mark Crispin Miller, professor de estudos de mídia na Universidade de Nova York, comentou sobre a escrita de Bhabha: "Pode-se finalmente argumentar que não há significado lá, além dos neologismos e chavões latinos. Na maioria das vezes eu não sei do que ele está falando."
Em uma entrevista de 2005, Bhabha expressou seu aborrecimento com tais críticas e a expectativa implícita de que os filósofos deveriam usar a "linguagem comum da pessoa comum", enquanto os cientistas recebem um passe para o uso semelhante de linguagem que não é imediatamente compreensível para leitores casuais. Em sua resenha intitulada "Adeus ao Iluminismo", Terry Eagleton forneceu uma crítica mais substantiva do trabalho de Bhabha, explicando no The Guardian (8 de fevereiro de 1994) que "o objetivo de Bhabha é abandonar todas as doutrinas acalentadas pelo Iluminismo Ocidental, desde a ideia de progresso à unidade do eu, da obra de arte clássica às noções de direito e civilidade”. Bhabha usa a Índia, por exemplo, como um exemplo de possibilidades alternativas quando argumenta que a própria ideia e prática do secularismo está mudando.

## Vida pessoal
Ele é casado com a advogada e professora de Harvard Jacqueline Bhabha. O casal tem três filhos chamados Leah Bhabha, Ishan Bhabha e Satya Bhabha. Bhabha é famoso pelos seus jantares como anfitrião. Ele também prefere cozinhar carne com ossos. Como ele disse a um repórter: "São os ossos que fazem um prato. Eu sempre uso o osso, nunca desosso."